# Face to face (BJH)
Face to face is een studioalbum van Barclay James Harvest (BJH).

## Inleiding
Het album liet een ander geluid horen dan zijn twee voorgangers. Met Ring of changes en Victims of circumstance wilde BJH onder leiding van muziekproducent Pip Williams meer doorsneepopmuziek maken. Dit zorgde wel voor een nieuwe schare fans, maar de bandleden zagen hun “eigen geluid” daarmee verloren gaan. John Lees had inmiddels een eenvoudige geluidsstudio aan huis (Friarmere Studio in Delph) en begon te experimenteren. Hij nam er demo's op met het idee ze later in een meer geoutilleerde studio uit te werken. Dat bleek in eerste instantie een goed idee, de band kon zo schaven aan ruw materiaal zonder een grote druk van een studiorekening. Echter dat was ook de reden dat BJH eindeloos bleef doorwerken aan het materiaal. De opnametijd werd daardoor (onnodig) lang, zelfs zo lang dat Pip Williams niet bij alle opnamen aanwezig kon zijn. Het verder gaan met opnamen in een professionele studio werd daardoor min of meer overbodig; alleen wat aanvullende opnamen met toetsen en percussie vond plaats in de Chipping Norton Studios.

## Musici
- John Lees – zang, gitaar
- Les Holroyd – zang, basgitaar
- Mel Pritchard – drumstel, percussie

Met
- Bias Boshell en Kevin McAlea, Wix – toetsinstrumenten
- George Chandler (band Olympic Runners), Richard Jon Smith (Zuid-Afrikaans zanger), Jimmy Chambers (later Londonbeat), Lee Vanderbilt (werkte met Tine Charles. Elkie Brooks, Joan Armatrading en Ike and Tina Turner), Bill Fredericks (The Drifters) , Jimmy Thomas (Ike and Tina Truner) – achtergrondzang op African
- Dick Morrissey – saxofoon op All my life
- Frank Ricotti - percussie
- Andrew Jackman – strijkinstrumenten op Guitar blue

## Muziek
| Nr. | Titel                          | Duur |
| --- | ------------------------------ | ---- |
| 1.  | Prisoner of love (Holroyd)     | 4:35 |
| 2.  | He said love (Lees)            | 5:04 |
| 3.  | Alone in the night (Lees)      | 5:07 |
| 4.  | Turn the key (Holroyd)         | 4:47 |
| 5.  | You need love (Lees)           | 4:10 |
| 6.  | Kiev (Holroyd)                 | 5:26 |
| 7.  | African (Lees)                 | 5:51 |
| 8.  | Following me (Holroyd)         | 4:22 |
| 9.  | All my life (Holroyd)          | 5:31 |
| 10. | Panic (Lees)                   | 4:30 |
| 11. | Guitar blues (Lees)            | 5:18 |
| 12. | On the wings of love (Holroyd) | 5:56 |

African is een nummer over uitbuiting, racisme en discriminatie van de bevolking van Afrika en Azië. Lees vertelt daarbij dat kinderen daar niet aan meedoen, maar zodra ze volwassen worden komt het op. Hij hing het nummer op aan de Mijnramp te Kinross, Zuid-Afrika, waarbij slachtoffers vielen door nalatigheid binnen de veiligheidsmaatregelen en het onzorgvuldig behandelen van werknemers. Later viel op dat dit serieuze nummer werd opgevolgd door Following me, een niemendalletje. Het bleek volgens Progwereld bij een heruitgave via Esoteric Recordings (2007) tekenend voor het hele album; ze constateerde twee gezichten (Face to face).
Curieus is het nummer Guitar blues. BJH had nogal de naam een mindere versie te zijn van Moody Blues (MB). Lees schreef daar zelfs een nummer over Poor man's Moody Blues. Guitar blues stond eigenlijk voor het album Ring of changes gepland, maar werd achterwege gelaten omdat ook dit nummer qua muziek en titel wel erg richting MB ging; men verwees daarbij naar het album Blue Jays van Moody Bluesleden Justin Hayward en John Lodge. Ter promotie van dat album kwam de single Blue guitar uit. BJH van John Lees zou het nummer pas in 2018 op het podium spelen; BJH was toen in tweed band gesplitst (de andere tak was van Les Holroyd). Overigens belette de vergelijking met MB niet om ook bijvoorbeeld Pip Williams (had eerder MB geproduceerd) in te schakelen; ook hoesontwerpers die voor MB hadden gewerkt werden ingeschakeld.

## Nasleep
Het terugkeren naar de muziek van oudere albums viel niet bij iedereen in de smaak. Het zorgde ervoor dat de nieuwe fans weer wegvielen, maar de oude garde fans sloot zich echter niet meteen weer aan. De verkoopcijfers waren matig en Lees was daar erg teleurgesteld in. Het album haalde alleen de albumlijsten van Zwitserland (9 weken, hoogste plaats 7), Duitsland (13 weken, hoogste plaats 9), Noorwegen (2 weken, hoogste plaats 14) en Engeland (1 week, plaats 65). Het album kreeg in 2007 een heruitgave met enige bonustracks. Het album werd in 1987 ook op langspeelplaat uitgebracht, daar mist juist een aantal tracks.